# Charlotte Bauer
Pour les articles homonymes, voir Bauer.
Charlotte Bauer, née en 1820 et morte en 1872, est une compositrice allemande.

## Biographie
Charlotte Bauer publie beaucoup de musique qui a probablement été interprétée dans les salons allemands.

## Œuvres
Elle compose de nombreux morceaux, essentiellement pour piano :
- Six Morceaux élégants, op. 4